# Fenilfosfina
Fenilfosfina é uma fosfina primária com a fórmula química C6H5PH2. É o análogo do fósforo da anilina. Como todas as fosfinas primárias, fenilfosfina tem um odor intenso e penetrante. Sua química é muito similar a outras fosfinas primárias: é altamente oxidável, pode funcionar como ligante em complexos, e é fortemente nucleófila.

## Síntese
Fenilfosfina pode ser produzida pela redução de diclorofenilfosfina com hidreto de lítio e alumínio na temperatura de refluxo de éter.
LiAlH4 + 2C6H5PCl2 → 2C6H5PH2 + Li+ + Al3+ + 4Cl-
Esta reação deve ser realizada sob uma atmosfera de nitrogênio devido a fenilfosfina poder ser oxidada por oxigênio.

## Reações
Bis(2-cianoetilfenil)fosfina, a qual é de interesse como um intermediário em sínteses, pode ser obtido da fenilfosfina por adição alílica à acrilonitríla.
C6H5PH2 + 2CH2=CHCN → C6H5P(CH2CH2CN)2
Bis(2-cianoetilfenil)fosfina é útil em síntese dado que pode ser usada para preparar 1-fenil-4-fosforinanona. Isto é feito por primeiro refluxar a bis(2-cianoetilfenil)fosfina em tolueno com tert-butóxido de potássio seguido por refluxo vigoroso com ácido clorídrico de concentração 6 N (6 M, aproximadamente 50% da solução aquosa mais concentrada possível do cloreto de hidrogênio, 39% em água, ou 12 M).  Fosforinanonas são intermediários de síntese muito úteis dado que podem ser usadas para produzir alcenos, aminas, indóis e álcoois secundários e terciários por redução, reagentes de Grignard e de Reformatsky.
Fenilfosfina pode ser usada para preparar ácido benzenefosfonoso por oxidação com ar.
C6H5PH2 + O2 → C6H5P(OH)2
Fenilfosfina pode funcionar como ligante em complexos de Ge, Sn e Pb. Os complexos de fenilfosfina de Ge, Sn e Pb formarão clusters metálicos (agregados atômicos). A fenilfosfina ligante irá formar ponte com dois átomos metálicos.
2(C6H5)2MCl + C6H5PH2 + 3(C2H5)3N  →((C6H5)2M)2PC6H5 + 3(C2H5)3N•HCl
Fenilfosfina também tem uso em síntese de polímeros. Usando radicais ou radiação UV para o início da reação, a poliadição de fenilfosfina a 1,4-divinilbenzeno ou 1,4-diisopropenilbenzeno irá formar polímeros contendo fósforo, os quais tem propriedades autoextinguintes de chamas. Quando misturados com polímeros inflamáveis tais como o poliestireno e o polietileno, o polímero misto riá apresentar propriedades de resistências à chamas.